# Freedom of Information Act
Der Freedom of Information Act (FOIA) ist ein 1967 in den USA in Kraft getretenes Bundesgesetz zur Informationsfreiheit in Titel Fünf, United States Code, § 552.
Es gewährt US-Bürgern das Recht, von der Bundesregierung und ihren Organen Informationen und Unterlagen zu verlangen, insbesondere bislang geheime Akten und Dokumente, soweit die Sicherheitsinteressen der USA die Freigabe zulassen (Right to know).
Die betreffenden Informationen sollen im Federal Register veröffentlicht werden und müssen seit einer Gesetzesreform anlässlich des 50-jährigen Jubiläums des FOIA in elektronischer Form zugänglich sein.

## Geschichte
Das Gesetz wurde am 4. Juli 1966 von Präsident Lyndon B. Johnson unterzeichnet und trat ein Jahr später in Kraft. Der Johnson-Regierung gelang es, die Gesetzesvorlage, über die seit langem diskutiert worden war, so weit zu verwässern, dass das Gesetz kaum praktische Auswirkungen hatte. Erst die Novellierung von 1974, die im Zuge der Watergate-Affäre gefasst wurde, machte das Gesetz zu einem wirksamen Instrument.
Der Status von FOIA ist seit Mitte Februar 2025 unklar, nachdem die US-Regierung damit begann, Angestellte zu entlassen, die FOIA-Anfragen beantworteten.

## Leitbild und Bestimmungen
Das Gesetz bildete das amerikanische Leitbild einer offenen Regierung eines freiheitlichen Staates ab. Ziel war die Förderung der Transparenz von staatlichen Einrichtungen. Dafür sollte der Öffentlichkeit umfassender Zugang zu Informations- und Datensammlungen gegeben werden. Prinzipiell geht die Aktenöffentlichkeit vor die Ausnahme der Geheimhaltung. Den Personen, denen der Zugang zu den Aufzeichnungen verweigert wird, stehen administrative und richterliche Rechtsmittel zur Verfügung.

### Informationelle Selbstbestimmung
Insbesondere im Datenschutz stellt dieses Gesetz zur Informationsfreiheit ein Gut dar, da einer These nach nur derjenige von seinem Recht auf informationelle Selbstbestimmung Gebrauch machen kann, der auch darüber Bescheid weiß, welche Daten von ihm in welchem Zusammenhang durch Regierungsbehörden gesammelt werden. Somit kann ein Missbrauch, zu dem der Datenschutz verpflichtet, vorgebeugt werden.

### Ausnahmen für die Offenlegung
Die verlangten Aufzeichnungen müssen dargelegt werden, es sei denn, sie fallen unter den Schutz einer oder mehrerer der befreiten Kategorien, die im FOIA enthalten sind. Aufzeichnungen, die generell nicht zugänglich gemacht werden müssen, sind:
- rechtmäßig geheim gehaltenes Material
- eingeschränkte Arten rein interner Angelegenheiten
- durch andere Statuten vor Bekanntgabe geschützte Angelegenheiten
- Wirtschaftsgeheimnisse oder geschäftliche oder finanzielle Informationen, die von einzelnen Personen stammen und privilegiert oder vertraulich sind
- interne Kommunikation der Geschäftsstellen aus dem abwägenden, vor Entscheidungen stattfindenden Prozess
- Ergebnisse der Arbeit von Anwälten oder Aufzeichnungen ihrer Klienten
- Informationen, die eindeutig ein nicht gerechtfertigtes Eindringen in die persönliche Privatsphäre darstellen würden
- Aufzeichnungen, die Gesetze geltend machen bis zu dem Grad, dass einer von sechs speziellen Schäden durch die Darlegung entstehen könnte
- Untersuchungen bei Kreditinstituten

## Umsetzung in anderen Ländern
Neben den Vereinigten Staaten hat im Jahre 2000 auch die Regierung Großbritanniens einen Freedom of Information Act verabschiedet. Deutschland unternahm im Jahre 2002 mit einem Entwurf erste Versuche, ein deutsches Informationsfreiheitsgesetz zu artikulieren, welches im September 2005 erlassen wurde und am 1. Januar 2006 in Kraft trat.

## Glomar-Antwort
“Agencies sometimes refuse to confirm or deny whether responsive records do or do not exist on the grounds that acknowledging their very existence itself would reveal secret information.”

„Die Existenz von Aufzeichnungen wird von den Behörden manchmal weder bestätigt noch dementiert, weil bereits das Eingeständnis der bloßen Existenz dieser Aufzeichnungen geheime Informationen preisgeben würde.“

Die Journalistin Harriet Ann Phillippi stellte unter Berufung auf den Freedom of Information Act einen Antrag auf Einsicht in die Dokumente zum damals geheimen Azorian-Projekt, welches mit Hilfe des Bergungsschiffs Hughes Glomar Explorer ein sowjetisches U-Boot heben sollte. Den Antrag ablehnend erklärten die Behörden, sie könnten weder bestätigen noch leugnen, etwas mit der Glomar Explorer zu tun zu haben. Auf diese Begebenheit beziehend, wird von glomar response oder glomarize gesprochen, wenn Regierungsbehörden zu einem Sachverhalt erklären, sie könnten ihn weder bestätigen noch abstreiten. In einem Gerichtsstreit bekam Phillippi im Jahre 1976 Recht auf Akteneinsicht, obgleich schon im März 1975 durch Jack Anderson und Seymour Hersh ein Großteil des Projekts aufgedeckt worden war und der Öffentlichkeit bekannt war.
Die Glomar-Antwort wurde seit 2001 immer häufiger durch Regierungsvertreter der Vereinigten Staaten genutzt, um FOIA-Gesuche abzublocken. Dabei wurde von Gerichten den Einwänden der Behörden zunehmend stattgegeben, da der Schutz von Geheimnissen im Krieg gegen den Terror oftmals als vorrangig vor der Information der Bevölkerung anzusehen sei.